# Мамедов, Фаик Назар оглы
Фаик Мамедов (азерб. Faiq Nəzər oğlu Məmmədov; 1935 год, Физули) — передовой советский нефтяник, Заслуженный геолог РСФСР (1983), заслуженный работник народного хозяйства Коми АССР (1989).

## Биография
Фаик Мамедов родился в 1935 году в г. Физули Азербайджанской ССР. Трудовой путь начал в 1956 году оператором по добыче нефти в управлении «Сталиннефть» объединения «Азнефть». Одновременно заочно учился в Азинефтехиме. С 1962 году его трудовая деятельность связана с поиском и разведкой нефтяных и газовых месторождений Тимано-Печорской провинции. Первооткрыватель Верхневозейского нефтяного месторождения. В геологоразведке Коми работал с 1962 г. инженером производственного отдела треста «Печорнефтегазразведка», ст. геологом экспедиций, начальником цеха опробования и испытания скважин. Работал инженером по опробованию скважин в тресте «Печорнефтегазразведка» на Мичаюском и Лемьюском месторождениях.
С ликвидацией треста «Печорнефтегазразведка» работал в течение семи лет старшим геологом нефтеразведочной экспедиции № 2 треста «ВойвВойвожнефтегазразведка», с 1972 году возглавил цех опробования и крепления скважин в Нарьян-Марской экспедиции, в 1976 году перешел работать в Усинскую нефтеразведочную экспедицию, где вел опробование скважин.
В 1978 — возглавил Усинскую НГРЭ, с 1985 до 2000 г. — генеральный директор ПГО «Ухтанефтегазгеология».

## Награды
- Заслуженный геолог РСФСР (1983),
- Заслуженный работник народного хозяйства Коми АССР (1989).
- Награждён ордена «Знак Почёта» (1985).